# Átnőttlevelű sédkender
Az átnőttlevelű sédkender a fészkesvirágzatúak rendjébe, az őszirózsafélék családjának Eupatorium nemzetségébe tartozó gyógynövényfaj. Honos Közép-Ázsiában, Európában, Mediterráneumban. Évelő lágyszárú. Országosan gyakori patakok, folyók mentén, mocsári társulásokban, ártéri gyomtársulásokban, ligeterdőkben. Júniustól szeptemberig virágzik. A növény felső, kb. 40 cm-es virágos hajtását a virágzás kezdetén gyűjtik. Szellős, száraz helyen kiterítve szárítják (beszáradás 4:1). 
latin neve:Eupatorium perfoliatum
drog:Eupatorii perfoliati herba

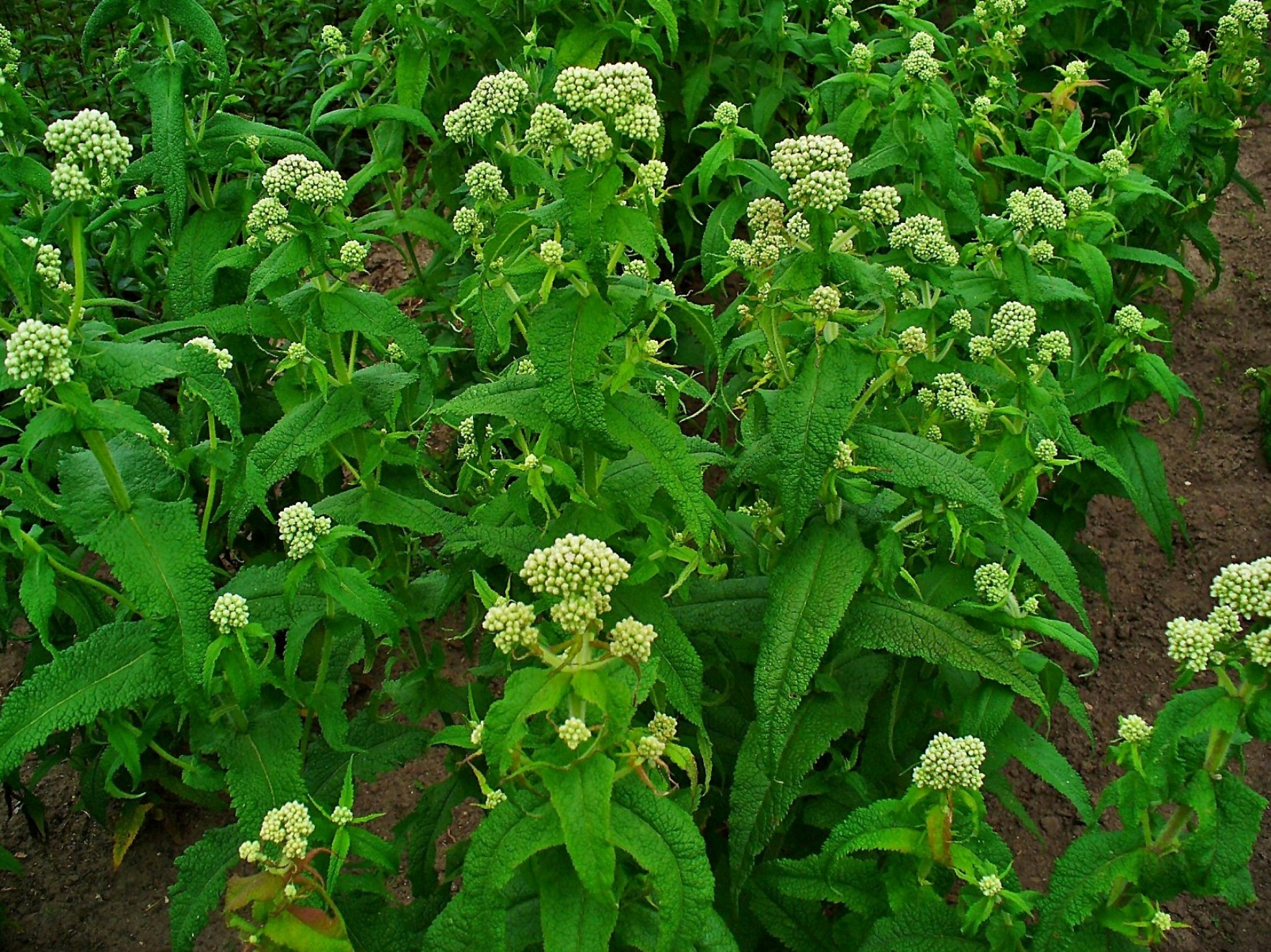
Átnőttlevelű sédkender

Honos Észak-Amerikában (Kanadától Floridáig, Texasig)
tartalmaz 
dihidroxi-trimetoxi-flavon eupatorin, cserzőanyag

gyógyhatása
grippe ellen, keserű-anyag, étvágyjavító (amarum),  izzadást kiváltó (diaphoreticum), citotoxikus tumoros sejtekre is (in vitro). Hasonló hatású az Észak-Amerika keleti vidékein honos vörös sédkender (E. purpureum).